# Jynx
A Jynx a madarak (Aves) osztályának harkályalakúak (Piciformes) rendjébe, ezen belül a harkályfélék (Picidae) családjába tartozó nem. A nyaktekercsformák (Jynginae) alcsaládjának az egyetlen neme.

## Előfordulásuk

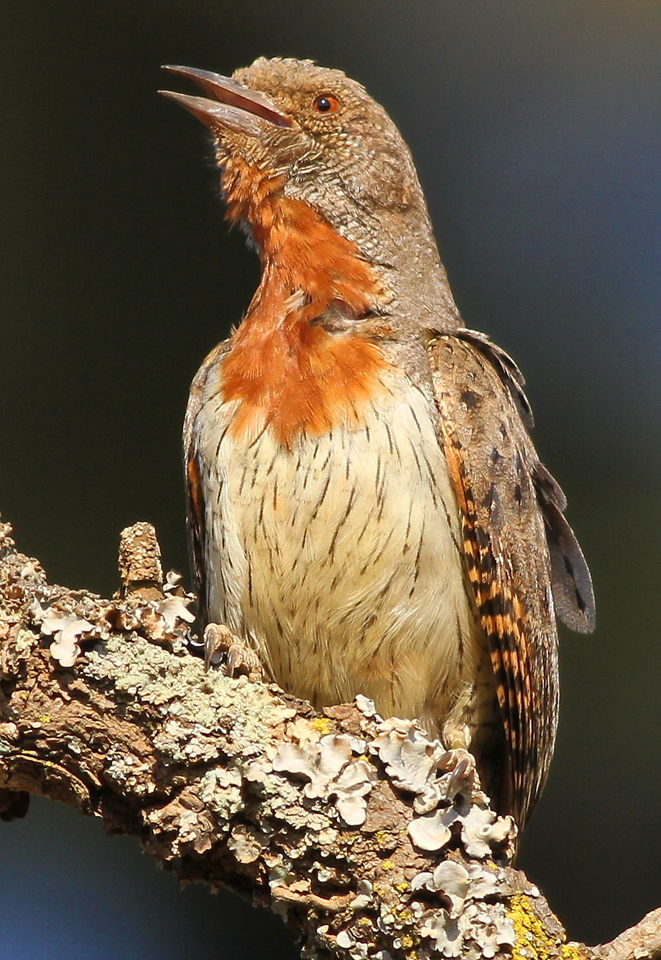
Vörhenyestorkú nyaktekercs (Jynx ruficollis)

A vörhenyestorkú nyaktekercs a Szubszaharai Afrika állandó madara, míg a nyaktekercs vándormadár, hiszen a telet a trópusokon tölti míg nyárra, költeni északra jön fel.

## Megjelenésük
Mint minden harkálynak, a Jynx-fajoknak is nagy fejük és hosszú nyelvük van. Lábaikon két ujj előre, míg két ujj hátra mutat. Más harkályoktól eltérően nincsenek erős és merev farktollaik. A szürkés és barnás mintázatú tollazataik kiváló álcát biztosítanak nekik. A csőrük rövidebb és kevésbé vésőszerű, inkább a rothadt fák és puha talajok túrásához való. magyar nevüket a nagyon hajlékony, akár majdnem 180 fokban elhajló nyakukról kapták.

## Életmódjuk
Ezek a madarak rovarokkal, főleg hangyákkal táplálkoznak. Júliustól szeptemberig vedlenek, bár egyesek télen a trópusokon teszik ezt.

## Szaporodásuk
Fészkeiket már meglévő odvakba, üregekbe készítik; sajátot nem vájnak maguknak. A tojásaik fehérek.

## Rendszerezés
A nembe az alábbi 2 faj tartozik:
- vörhenyestorkú nyaktekercs (Jynx ruficollis) Wagler, 1830[3]
- nyaktekercs (Jynx torquilla) (Linnaeus, 1758)[4] - típusfaj

### Fordítás
- Ez a szócikk részben vagy egészben  a   Wryneck című angol Wikipédia-szócikk ezen változatának fordításán alapul.  Az eredeti cikk szerkesztőit annak laptörténete sorolja fel. Ez a jelzés csupán a megfogalmazás eredetét és a szerzői jogokat jelzi, nem szolgál a cikkben szereplő információk forrásmegjelöléseként.